# Oonops
Oonops là một chi nhện trong họ Oonopidae.

## Hình ảnh

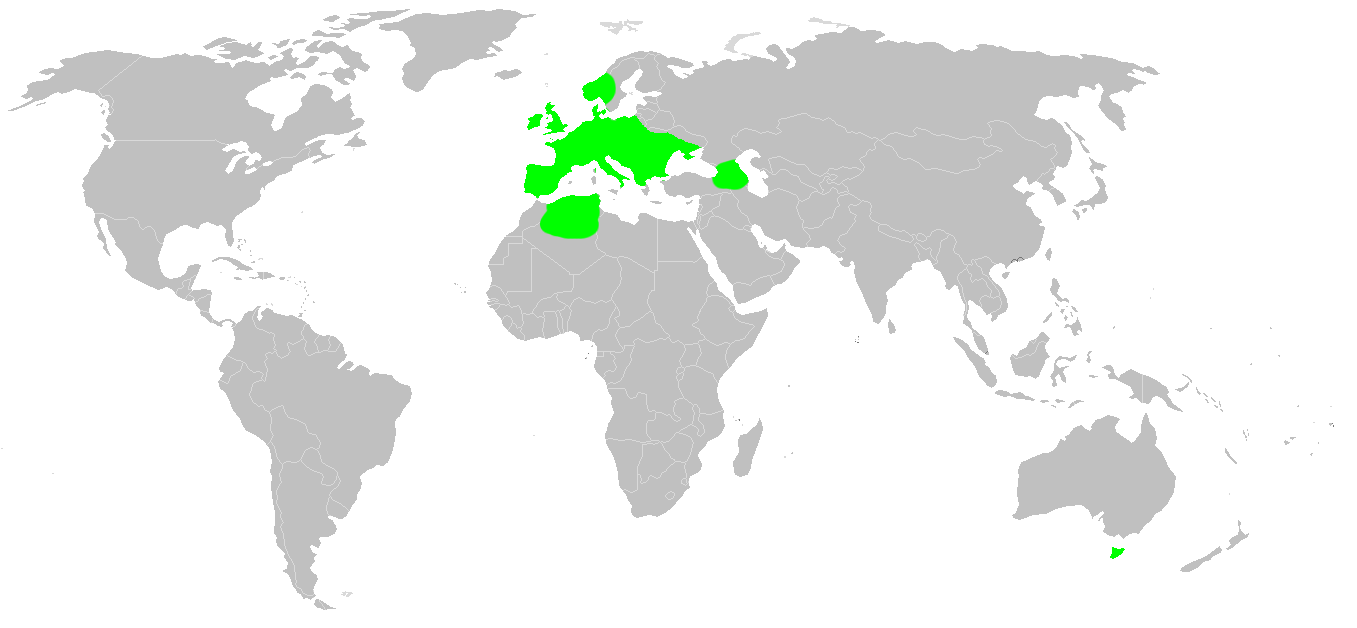